# Бретцнер, Кристоф Фридрих
Кристоф Фридрих Бретцнер (нем. Christoph Friedrich Bretzner; 10 декабря 1748, Лейпциг — 31 августа 1807, Лейпциг) — немецкий драматург.

## Биография
Кристоф Фридрих Бретцнер родился 10 декабря 1748 года в городе Лейпциге, где сперва был купцом, но потом посвятил себя литературе.
Наиболее известен благодаря тому, что его пьеса «Бельмонт и Констанца, или Похищение из сераля» легла в основу оперы Моцарта «Похищение из сераля» (1782), — Бретцнер, впрочем, протестовал против этой постановки, потому что Моцарт использовал не оригинальную версию пьесы, а переработку И. Г. Штефани.
Среди других сочинений Бретцнера, в частности, либретто «Яблочный вор, или Кладоискатель» (нем. Der Äpfeldieb oder Der Schatzgräber, использованное в 1780 г. композитором Каффкой.
Умер в театре во время спектакля.